# Ehemaliges Postamt (Almonte)
Das Almonte Post Office ist ein Ende des 19. Jahrhunderts erbautes historisches Postamt in Almonte in der kanadischen Provinz Ontario. Almonte ist heute ein Bezirk der Stadt Mississippi Mills. Die aktuelle Adresse ist 73, Mill Street, Mississippi Mills, Ontario, Canada, und das Gebäude befindet sich auf einem dreieckigen Areal an der Ecke Little Bridge und Mill Streets.
Das ehemalige Postamt wurde am 19. Dezember 1985 zum Kulturdenkmal der ehemals eigenständigen Stadt Almonte in der Provinz Ontario, Kanada ernannt.
Es wurde zwischen 1889 und 1891 nach den Plänen des Architekten Thomas Fuller erbaut. Die Baukosten für das Postamt betrugen circa 30.000 CAD; somit handelt es sich um eines der kleineren Bauprojekte für die Errichtung öffentlicher Gebäude in den kanadischen Kleinstädten zum Ende des 19. Jahrhunderts.
Aufgrund seines zentralen Standorts und der guten Erreichbarkeit sollte das Gebäude einen zentralen Platz im örtlichen wirtschaftlichen Leben einnehmen. Noch fällt das robuste und im Vergleich mit den Nachbarhäusern relativ große Gebäude im Erscheinungsbild im Stadtbezirk Almonte auf.
Das Postamt ist durch mehrere Architekturstile geprägt, vor allem durch die Neuromanik. Der Erbauer Robert Cameron hielt sich eng an die Vorgaben Thomas Fullers: Das Postamt besitzt ein steiles Satteldach sowie Hauswände aus verschiedenfarbigen Steinen. Für die Grundmauern wurde Beckwith-Kalkstein verwendet. Die Außenwände sind aus North-Elmsley-Sandstein und die dekorativen Elemente aus dem roten Nova-Scotia-Sandstein gebaut.
Zwischen 1913 und 1916 wurde ein zentraler Uhrturm gebaut, zu dessen Errichtung William Thoburn, Mitglied des Parlaments, den Auftrag gegeben hatte. Es wurde behauptet, dass William Thoburn den Auftrag nur gestellt habe, um die pünktliche Anwesenheit seiner Mitarbeiter in seiner örtlichen Mühle sicherzustellen. Die Turmuhr ist von vielen Punkten innerhalb des Stadtbezirks sichtbar.
Im Innenbereich sind der historische Fußboden und das aus Holz bestehende Treppenhaus mit seiner massiven und wuchtigen Bauweise erhalten geblieben.